# Norra Bro
Norra Bro är en tätort i Örebro kommun sydost om tätorten Örebro. I norr gränsar det till Brickebacken och i öster till Gryts industriområde. 

## Historia
Den ursprungliga byn Norra Bro låg cirka 2 kilometer söderut, men i samband med skiftet av jordbruksmark på 1800-talet splittrades gårdarna upp och boningshusen flyttades. När sedan nuvarande villaområde byggdes, återuppväcktes namnet Norra Bro.

### Befolkningsutveckling
| Befolkningsutvecklingen i Norra Bro 1970–2020 | Befolkningsutvecklingen i Norra Bro 1970–2020 | Befolkningsutvecklingen i Norra Bro 1970–2020 | Befolkningsutvecklingen i Norra Bro 1970–2020 | Befolkningsutvecklingen i Norra Bro 1970–2020 |
| --------------------------------------------- | --------------------------------------------- | --------------------------------------------- | --------------------------------------------- | --------------------------------------------- |
|                                               |                                               |                                               |                                               |                                               |
| År                                            |                                               |                                               | Folkmängd                                     | Areal (ha)                                    |
| 1970                                          | 1970                                          |                                               | 226                                           |                                               |
| 1975                                          | 1975                                          |                                               | 350                                           |                                               |
| 1980                                          | 1980                                          |                                               | 428                                           |                                               |
| 1990                                          | 1990                                          |                                               | 421                                           | 62                                            |
| 1995                                          | 1995                                          |                                               | 419                                           | 63                                            |
| 2000                                          | 2000                                          |                                               | 423                                           | 63                                            |
| 2005                                          | 2005                                          |                                               | 531                                           | 72                                            |
| 2010                                          | 2010                                          |                                               | 687                                           | 73                                            |
| 2015                                          | 2015                                          |                                               | 880                                           | 147                                           |
| 2020                                          | 2020                                          |                                               | 941                                           | 157                                           |
| Anm.: Ny tätort 1970                          |                                               |                                               |                                               |                                               |

## Samhället
Området består idag dels av ett radhus- och villområde från 1970-talet, dels av villor byggda under slutet av 1990- och början av 2000-talet.